# The Unsleeping
«The Unsleeping» — український музичний гурт з Києва. Заснований у 2013 році в місті Умань.

## Історія
Умовною датою утворення гурту є літо 2013-го, коли Дмитро Фішер (екс-гітарист), Назар Слободяник (гітарист) і Євгеній Мороз (вокаліст) написали першу спільну пісню — «Zombie». Водночас була придумана назву гурту. Наприкінці 2013-го Іван Смірнов (бас-гітарист) запропонував виступити на шкільному святі, з того часу формально тріо трансформувалось в повноцінний музичний колектив.
|                  | Ми починали у 2013 році. Тоді якраз закінчили школу, почали щось робити, не думали, що це все буде серйозно. Потім був університет, після якого вирішили, що хочемо займатися цим професійно. Бо раніше всі були в різних містах, не могли ніяк зібратися. Ось ми з'їхалися всі разом, почали репетирувати й вирішили, що це буде початок професійної діяльності. Насправді перший альбом вийшов ще у 2016 році, але він тільки на SoundCloud» |
| — Євгеній Мороз, | |

Влітку 2014 року до гурту приєднався Сергій Гончар (екс-ударні).
В період з 2015 по 2018 учасники гурту через навчання в університетах в різних містах майже не займались музичною та концертною діяльністю.
На початку 2018 до гурту приєднався новий барабанщик Олександр Олійник і в березні в гурту вийшов кліп на пісню «You Drive My Four Wheel Coffin». Того ж року колектив представив свій дебютний мініальбом «Deviatve», який вокаліст Євгеній Мороз назвав початком професійної діяльності гурту.
У 2019 The Unsleeping стали переможцями українського відбору APPS Music & SZIGET Festival 2019: Awards, отримавши можливість представити Україну на одному з найбільших музичних фестивалів світу Sziget Festival 2019.
21 листопада 2020 відбулася церемонія нагородження першої премії незалежної музики Jäger Music Awards 2020. Пісня «Ptaha Fred» гурту The Unsleeping стає переможцем у номінації Трек року.
У наступні роки гурт з'являвся на різних live-виступах та випустив низку синглів такі як: «Припустим», «DEDVED», «Жити», «Не Сплю».

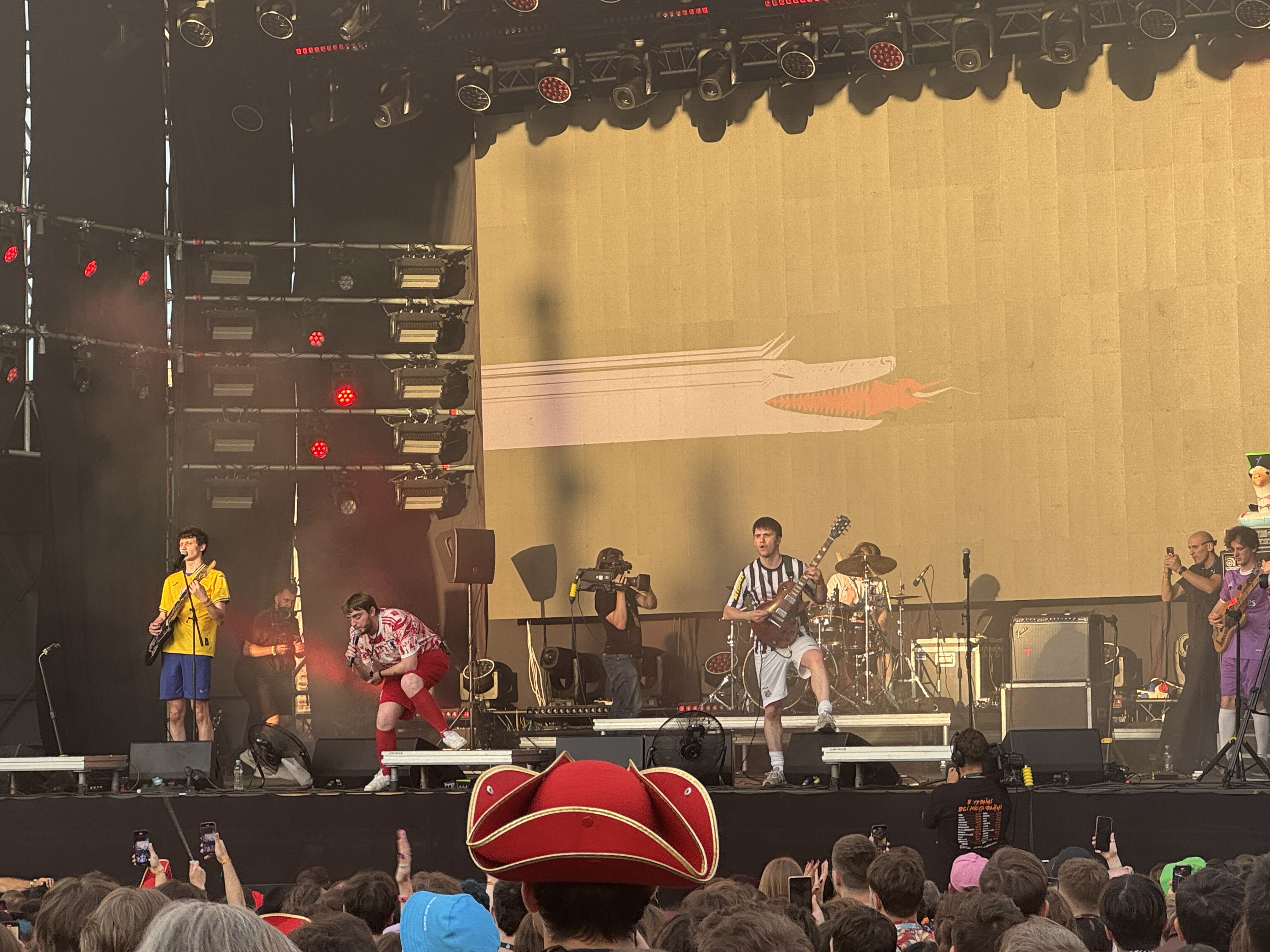
Виступ гурту на фестивалі «Файне місто» 2025 року

## Дискографія

### Мініальбоми
- «Somnia» (2016)
- «Deviatve» (2018)
- «Пиріжок з любов'ю, злістю» (2024)

### Сингли
- «One Hit» (2014)
- «Zombie» (2014)
- «Fire Of Red» (2019)
- «Ptaha Fred» (2020)
- «Припустим» (2020)
- «DEDVED» (2021)
- «Жити» (2022)
- «Не Сплю» (2023)
- «Холодно» (2023)

### Альбоми
- «Справжній бедрум панк» (2024)[4]

## Відеокліпи
| №  | Кліп                           | Рік  | Посилання |
| -- | ------------------------------ | ---- | --------- |
| 1  | You Drive My Four Wheel Coffin | 2018 |           |
| 2  | Wonderland                     | 2018 |           |
| 3  | Fantastic                      | 2018 |           |
| 4  | Denise                         | 2018 |           |
| 5  | People All Around              | 2018 |           |
| 6  | Ptaha Fred                     | 2020 |           |
| 7  | Припустим                      | 2020 |           |
| 8  | DEDVED                         | 2021 |           |
| 9  | Жити                           | 2022 |           |
| 10 | Не сплю                        | 2023 |           |
| 11 | Переживу                       | 2024 |           |

## Нагороди
- «Золотий Фазан LiRoom» у номінації «Найкращий інді-альбом 2018»

- «Jäger Music Awards 2020» у номінації Трек року («Ptaha Fred»)